# تجهیزات الکتریکی

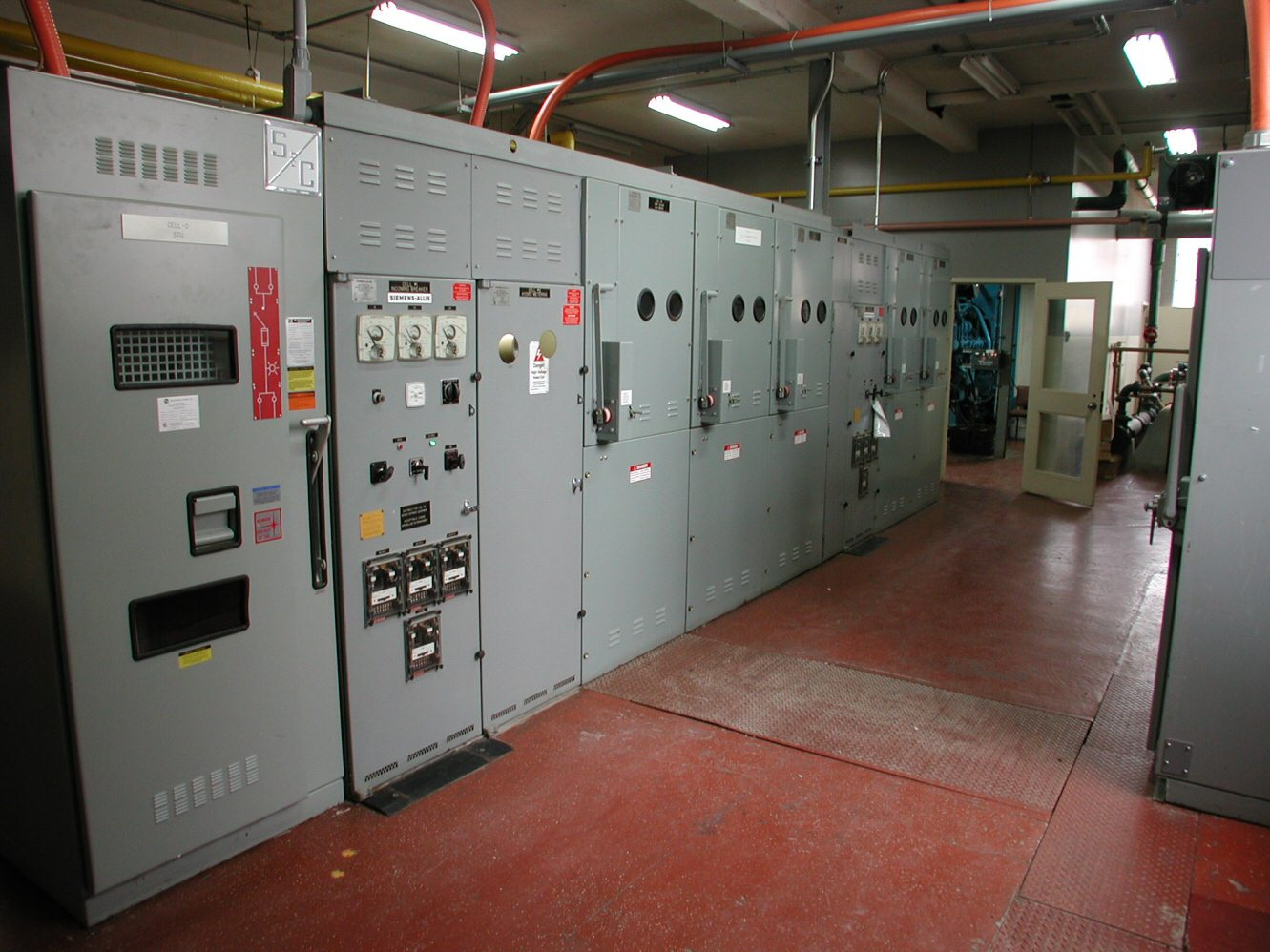
تجهیزات الکتریکی مرتبط با بخشی از سامانه توزیع انرژی الکتریکی

تجهیزات الکتریکی، (به انگلیسی: Electrical equipment) شامل هر ماشینی می‌شود، که با الکتریسیته کار می‌کند. تجهیزات الکتریکی معمولاً دارای یک محفظه، شماری اجزای الکتریکی و اغلب یک کلید می‌باشند.
نمونه‌هایی از این تجهیزات عبارتند از:
- لوازم عمده خانگی
- ریزکنترلگرها
- ابزار برقی ولتاژ بالا
- لوازم خانگی کوچک

اغلب واژه تجهیزات الکتریکی تنها اشاره به بخشی از سامانه توزیع انرژی الکتریکی دارد، مانند:
- سوئیچ‌های توزیع برق
- تابلوهای توزیع برق
- قطع کننده‌های مدار
- کنتورهای برق
- ترانسفورماتورها